# میدان هوایی ترین‌کوت
فرودگاه ترین‌کوت  (به انگلیسی: Tarin Kowt Airport) یک فرودگاه با کد یاتا TII است که یک باند فرود شن دارد و طول باند آن ۱۸۲۹ متر است. این فرودگاه در شهر ترین‌کوت کشور افغانستان قرار دارد.
این فرودگاه در حدود ۴ مایل (۶.۴ کیلومتر) فاصله رانندگی به سمت جنوب از مرکز ترین‌کوت در افغانستان، در کنار شاهراه ترین‌کوت - قندهار قرار دارد. این فرودگاه داخلی زیر نظر وزارت حمل و نقل و هوانوردی افغانستان (MoTCA) است و به مردم ولایت ارزگان خدمات‌رسانی می‌کند. امنیت داخل و اطراف فرودگاه توسط نیروهای امنیت ملی افغانستان تامین می‌شود.
باند اصلی فرودگاه ترین‌کوت که در ارتفاع ۴۴۲۹ فوتی (۱۳۵۰ متری) از سطح دریا قرار دارد، در ۳۰/۱۲ با سطح بتنی تقریباً ۷۳۰۰ در ۱۳۸ فوت (۲۲۲۵ متر × ۴۲ متر) ایجاد شده است. این فرودگاه دارای یک ترمینال مسافربری یک طبقه و یک برج مراقبت ۴ طبقه است. پایگاه هوایی وزارت دفاع مجاور دارای چندین بالگرد، محوطه‌های پارک هواپیما، و ساختمان‌های مختلف است که توسط نیروهای مسلح افغانستان برای اهداف نظامی منظم و مدیریت شرایط اضطراری استفاده می‌شود.
دیگر فرودگاه‌های بزرگ نزدیک به ترین‌کوت عبارتند از فرودگاه نیلی در ولایت دایکندی در شمال، فرودگاه قلات در ولایت زابل در جنوب شرقی، فرودگاه بین‌المللی احمدشاه بابا در قندهار در جنوب، فرودگاه بوست در لشکرگاه در جنوب غربی، و فرودگاه فراه در فراه به سمت غرب.

## تاریخچه
فرودگاه ترین‌کوت در دو دهه گذشته عمدتاً توسط نیروهای بین‌المللی کمک به امنیت ناتو (ISAF) توسعه یافته است. پایگاه نظامی کنونی افغانستان که در مجاورت بخش غیرنظامی فرودگاه قرار دارد، توسط ISAF به عنوان پایگاه چند ملیتی ترین‌کوت شناخته شد.

## شرکت‌های هواپیمایی و مقصدهای پروازی
در ۲۹ ژوئن ۲۰۰۹، کام ایر سه بار در هفته پرواز بین کابل و ترین‌کوت را آغاز کرد. این خدمات کمک مالی دولت هلند به عنوان راهی برای کمک به توسعه افغانستان بود. این پروازها قبل از تعلیق با یک بوئینگ ۷۳۷ انجام می‌شد.
| شرکت‌های هواپیمایی            | مقصدهای پروازی                  |
| ---------------------------- | ------------------------------- |
| هواپیمایی بین‌المللی افغان جت | میدان هوایی بین‌المللی حامد کرزی |
| کام ایر                      | میدان هوایی بین‌المللی حامد کرزی |